# Biermann Medizin
Biermann Medizin ist eine mittelständische Mediengruppe mit Sitz in Köln. Seit 2009 firmiert das Unternehmen unter der Dachmarke Biermann Medizin.
Das von dem Augenarzt Hans Biermann gegründete und geführte Unternehmen ist spezialisiert auf Nachrichten aus der Medizin. In den Verlagen Biermann Verlag GmbH und MedCon Health Contents AG sowie dem 2009 übernommenen deutschsprachigen Medizin-Bereich von Reed Business Information  erscheinen in Deutschland 14 Zeitungen und Newsletter zu verschiedenen Bereichen der klinischen Medizin wie Urologie, Augenheilkunde, Orthopädie, Neurologie und Gynäkologie. Daneben werden Content-Streams für Webseiten von Pharma- und Medizintechnikunternehmen erstellt und syndiziert.  
Der Verlag publiziert derzeit 30 regelmäßige Publikationen in fünf europäischen Ländern.